# 梅合买提·司马益
梅合买提·司马益（1922年—），男，维吾尔族，新疆库尔勒人，中华人民共和国政治人物，曾任新疆维吾尔自治区政协副主席。